# 水交会
公益財団法人水交会（すいこうかい）は、日本の公益財団法人。大日本帝国海軍および海上自衛隊の親睦組織。

## 概要
帝国海軍戦没者及び海上自衛隊殉職隊員等の慰霊顕彰・海軍の良き伝統精神の継承・海上自衛隊に対する支援協力を三本柱として、機関紙「水交」発行のほか靖国神社、千鳥ケ淵戦没者墓苑、自衛隊殉職隊員慰霊碑への月例参拝や会員同士の親睦等の事業を行っている。
会長及び理事長は海上幕僚長経験者が名を連ねる。同会には本部のほか横須賀・舞鶴・呉・北海道・大湊・下総・湘南・関西・香川・佐世保・鹿児島の11支部がある。

## 歴史

### 沿革
1876年（明治9年）に海軍省の外郭団体として発足した「水交社」を前身とする。水交社は1945年（昭和20年）の終戦と共に解散したものの、1952年（昭和27年）に有志が集まって再結成された。その後1954年（昭和29年）、旧陸海軍の残務整理を管轄していた厚生省（当時）所管による財団法人「水交会」として設立されたものである。
本来は大日本帝国海軍士官等の社交・親睦等を目的とした会であったが、年月の経過で旧軍関係者らは減少していったので、現在8,000名を越える会員の半数は、帝国海軍の事実上の後継組織である海上自衛隊関係者（現職、退職者、遺族・家族）となっている。
会の本部は1969年（昭和44年）、それまでの芝白金三光町から原宿の東郷神社境内の水交会館に移った。1985年（昭和60年）には、水交会編『回想の日本海軍』（原書房）が刊行された。
会は2001年（平成13年）4月、海上自衛隊退職者の任意団体である「海上桜美会」と合併、また2011年（平成23年）7月1日には公益財団法人となった。

### 歴代会長
| 代 | 氏名       | 在任期間                      | 出身校・期 | 備考                                     |
| -- | ---------- | ----------------------------- | ---------- | ---------------------------------------- |
| 01 | 山梨勝之進 | 1952年9月14日 - 1958年4月25日 | 海兵25期   |                                          |
| 02 | 沢本頼雄   | 1958年4月26日 - 1964年4月26日 | 海兵36期   |                                          |
| 03 | 榎本隆一郎 | 1964年4月25日 - 1970年5月5日  | 海機24期   |                                          |
| 04 | 佐薙毅     | 1970年5月6日 - 1974年5月1日   | 海兵50期   | 第2代航空幕僚長                          |
| 05 | 庵原貢     | 1974年5月2日 - 1978年5月24日  | 海兵52期   | 第3代海上幕僚長                          |
| 06 | 木山正義   | 1978年5月25日 - 1982年5月25日 | 海機40期   |                                          |
| 07 | 内田一臣   | 1982年5月26日 - 1986年5月22日 | 海兵63期   | 第8代海上幕僚長                          |
| 08 | 石隈辰彦   | 1986年5月23日 - 1990年5月23日 | 海兵65期   | 第14代横須賀地方総監                     |
| 09 | 鮫島博一   | 1990年5月24日 - 1992年5月25日 | 海兵66期   | 第10代海上幕僚長・第9代統合幕僚会議議長  |
| 10 | 中村悌次   | 1992年5月26日 - 1998年5月11日 | 海兵67期   | 第11代海上幕僚長                         |
| 11 | 大賀良平   | 1998年5月12日 - 2000年5月18日 | 海兵71期   | 第12代海上幕僚長                         |
| 12 | 吉田學     | 2000年5月19日 - 2005年5月31日 | 海兵75期   | 第15代海上幕僚長                         |
| 13 | 佐久間一   | 2005年6月1日 - 2008年3月24日  | 防大1期    | 第18代海上幕僚長・第19代統合幕僚会議議長 |
| 14 | 林崎千明   | 2008年3月25日 - 2012年6月17日 | 防大4期    | 第20代海上幕僚長                         |
| 15 | 夏川和也   | 2012年6月18日 - 2014年6月1日  | 防大6期    | 第22代海上幕僚長・第22代統合幕僚会議議長 |
| 16 | 藤田幸生   | 2014年6月2日 - 2018年6月12日  | 防大9期    | 第24代海上幕僚長                         |
| 17 | 齋藤隆     | 2018年6月13日 - 2020年6月10日 | 防大14期   | 第27代海上幕僚長・第2代統合幕僚長        |
| 18 | 赤星慶治   | 2020年6月11日 - 2023年6月4日  | 防大17期   | 第29代海上幕僚長                         |
| 19 | 杉本正彦   | 2023年6月5日 -                | 防大18期   | 第30代海上幕僚長                         |

### 歴代理事長[3]
- 夏川和也：2009年9月28日 - 2012年6月17日
- 藤田幸生：2012年6月18日 - 2014年6月1日
- 齋藤隆：2014年6月2日 - 2018年6月12日
- 赤星慶治：2018年6月13日 - 2020年6月10日
- 杉本正彦：2020年6月11日 - 2023年6月4日
- 河野克俊：2023年6月5日 -